# Laurent Capelluto
Laurent Capelluto es un actor de Bélgica. Reconocido por interpretar al fiscal Frank Siriani en la serie Zone Blanche de Netflix.

## Filmografía y Series
| Año  | Título                                     | Papel               | Director                         |
| ---- | ------------------------------------------ | ------------------- | -------------------------------- |
| 1999 | Les amazones                               |                     | Elisabeth Clauss                 |
| 2003 | Le tango des Rashevski                     | Rabin Elie          | Sam Garbarski                    |
| 2003 | L'adorable femme des neiges                | Dr. Charret         | Jean-Marc Vervoort               |
| 2003 | La vie comme elle va                       |                     | Jean-Henri Meunier               |
| 2004 | Pour le plaisir                            | Martial's colleague | Dominique Deruddere              |
| 2004 | Un film avec une très bonne histoire       |                     | Tiago Mesquita                   |
| 2004 | Trop jeune pour moi ?                      | Sami                | Patrick Volson                   |
| 2005 | La couleur des mots                        | The blind           | Philippe Blasband                |
| 2005 | Quai n° 1                                  |                     | Patrick Jamain                   |
| 2007 | Coquelicots                                | Fabrice             | Philippe Blasband                |
| 2007 | Noël 347                                   | The ideal brother   | Alice De Vestele & Michaël Bier  |
| 2007 | Melting Pot Café                           | The real estate     | Jean-Marc Vervoort               |
| 2008 | A Christmas Tale                           | Simon               | Arnaud Desplechin                |
| 2008 | Eau de vie                                 | The man             | Nadia Benzekri                   |
| 2009 | OSS 117: Lost in Rio                       | Kutner              | Michel Hazanavicius              |
| 2009 | Mr. Nobody                                 | Man in Black        | Jaco Van Dormael                 |
| 2009 | Pour un fils                               | Pierre              | Alix De Maistre                  |
| 2009 | La grande vie                              | Grégoire Spielmann  | Emmanuel Salinger                |
| 2009 | Hors cadre                                 |                     | Laurence Bibot & Marka           |
| 2010 | Nothing to Declare                         | The Ball            | Dany Boon                        |
| 2010 | Lights Out                                 | Yves                | Fabrice Gobert                   |
| 2010 | L'heure bleue                              | The red glasses man | Alice De Vestele & Michaël Bier  |
| 2011 | The Long Falling                           | Denis               | Martin Provost                   |
| 2011 | La permission de minuit                    | Harold              | Delphine Gleize                  |
| 2011 | Fils unique                                | Vincent             | Miel Van Hoogenbemt              |
| 2011 | Elle ne pleure pas, elle chante            | Jérôme              | Philippe de Pierpont             |
| 2011 | L'amour ou pire encore                     | Bertrand            | Christophe 'Jazz' Verdonck       |
| 2012 | In a Rush                                  | Christian           | Louis-Do de Lencquesaing         |
| 2012 | Three Worlds                               | Frédéric            | Catherine Corsini                |
| 2012 | Amour                                      | Police Officer      | Michael Haneke                   |
| 2012 | Operation Libertad                         | Guy                 | Nicolas Wadimoff                 |
| 2012 | Je me suis fait tout petit                 | Simon               | Cécilia Rouaud                   |
| 2013 | Le temps de l'aventure                     | Olivier             | Jérôme Bonnell                   |
| 2013 | La vie domestique                          | Mathieu             | Isabelle Czajka                  |
| 2013 | Grand garçon                               |                     | Marc Zinga                       |
| 2013 | Ingrid fait son cinéma                     | Laurent             | Véronique Jadin                  |
| 2013 | Fable domestique                           | Adrien              | Raphaël Balboni & Ann Sirot      |
| 2013 | Alias Caracalla, au coeur de la Résistance | Raymond Aroti       | Alain Tasma                      |
| 2014 | The Clearstream Affair                     | Imah Lahoud         | Vincent Garenq                   |
| 2014 | Je te survivrai                            | Dardan              | Sylvestre Sbille                 |
| 2014 | Un petit d'homme                           | Antoine             | Jocelyne Desverchère             |
| 2014 | Une séparation                             | Alain               | Michaël Bier                     |
| 2015 | I Am a Soldier                             | Pierre              | Laurent Larivière                |
| 2015 | I'm All Yours                              | Doctor Paul Martins | Baya Kasmi                       |
| 2015 | Tout va bien                               | The registrar       | Laurent Scheid                   |
| 2015 | Les Revenants                              | The Commander       | Frédéric Goupil & Fabrice Gobert |
| 2016 | Le coeur en braille                        | Doctor Vergne       | Michel Boujenah                  |
| 2016 | Tsunami                                    | Georges             | Jacques Deschamps                |
| 2017 | Don't Tell Her                             | Daniel Kantarian    | Solange Cicurel                  |
| 2017 | Zone Blanche                               | Siriani             | Julien Despaux & Thierry Poiraud |
| 2020 | Into the Night                             | Mathieu Daniel      | Inti Calfat & Dirk Verheye       |